# 瓦妮莎·赫尔佐克
瓦妮莎·赫尔佐克（德語：Vanessa Herzog，1995年7月4日—），旧姓比特纳（Bittner），奥地利女子速度滑冰运动员，2019年世界单程距离速度滑冰锦标赛女子500米金牌得主和女子1000米银牌得主、2023年世界速度滑冰锦标赛女子500米银牌得主。